# Masatoshi Sako
Masatoshi Sako –en japonés, 佐古雅俊, Sako Masatoshi– (Iwakuni, 3 de mayo de 1960) es un deportista japonés que compitió en ciclismo en la modalidad de pista. Ganó una medalla de bronce en el Campeonato Mundial de Ciclismo en Pista de 1989, en la prueba de keirin.

## Medallero internacional
| Campeonato Mundial | Campeonato Mundial | Campeonato Mundial | Campeonato Mundial |
| Año                | Lugar              | Medalla            | Competición        |
| ------------------ | ------------------ | ------------------ | ------------------ |
| 1989               | Lyon (Francia)     | Medalla de bronce  | Keirin (P)         |